# KHD A8L 614 R
Die Typenreihe KHD A8L 614 R war eine zweiachsige Diesellokomotive mit Ketten- bzw. Gelenkwellenantrieb für den Rangierdienst.
Insgesamt wurden von 1953 bis 1960 von Klöckner-Humboldt-Deutz (KHD) 66 Lokomotiven gebaut. Bei dieser Type wurde letztmals die Motorbezeichnung für die Bezeichnung der Lokomotive verwendet.
Einige Lokomotiven sind als Denkmal oder fahrfähige Exemplare bei verschiedenen Museumsbahnen erhalten.

## Entwicklung
Nach dem Zweiten Weltkrieg wurden bei KHD in großem Umfang Motoren mit Luftkühlung für Fahrzeuge mit Verbrennungsmotoren verwendet.
Eine Baureihe mit solchen Motoren waren die Diesellokomotiven der Reihe KHD A8L 614 R mit 66 Exemplaren. Sie lagen im Leistungsbereich der Deutz OMD 130 R und sollten die Fahrzeuge dieser Modellreihe ersetzen. Für die Typenbezeichnung wurde die Motorbezeichnung herangezogen, bei KHD A8L 614 R bedeutete A = Fahrzeugmotor, 8 = Zylinderzahl, L = luftgekühlt, 6 = sechste Ausführung des Motors, 14 = Kolbenhub des Motors in cm, R = regelspurige Rangierlok.
Eingesetzt wurden die Lokomotiven für den Verschub in Industriebetrieben. An deutsche Industriebetriebe wurden 27 Lokomotiven geliefert, weitere Lokomotiven wurden für europäische Betriebe gefertigt.
- nach Schweden zehn Lokomotiven, → Hauptartikel: SJ Z4 (XIII)
- nach Italien vier Lokomotiven,
- an die CFL drei Lokomotiven,
- an die Niederlande fünf Lokomotiven,
- nach Frankreich eine Lokomotive,
- nach Irland eine Lokomotive,
- in die Schweiz zwei Lokomotiven,
- nach Belgien drei Lokomotiven und
- die Französische Besatzungsmacht in Deutschland erhielt eine Lokomotive.[3]

## Technik
Die Lokomotiven hatten einen Vorbau und einen hinteren Führerstand. Nach dem Strömungsgetriebe wurden die Achsen mit einem Kettenantrieb angetrieben.
Die Lokomotiven waren teilweise mit einer explosionsgeschützten Maschinenanlage ausgestattet. Am Auspuffrohr war ein Funkenfänger angebracht, der Motor konnte nur mit Druckluft gestartet werden. Am vorderen Umlauf war ein Handrad für die Bedienung vorhanden.

## Einsatz
Von den Lokomotiven sind mehrere bei Museumsbahnen erhalten geblieben, ebenso wie in der Schweiz, Frankreich und Schweden. Einzelne Fahrzeuge sind auch noch regulär im Einsatz.

### Ohler Eisenwerk
An das Ohler Eisenwerk wurde 1955 eine Lokomotive geliefert. Dort war sie 2003 noch vorhanden.

### Voith
Bei der Firma Voith in Heidenheim wurde von 1956 an eine Lokomotive für Rangieraufgaben eingesetzt. Sie wurde 1994 an den Brenzbahn-Museumsverein abgegeben und befindet sich bei den Ulmer Eisenbahnfreunden auf der Bahnstrecke Amstetten–Gerstetten.

### Chemische Fabrik Uetikon
Eine an die Schweiz gelieferte Lokomotive war bei der CU Chemie Uetikon von 1957 bis 1993 in Betrieb. Danach kam sie zur EUROVAPOR und wurde bevorzugt auf der Kandertalbahn verwendet. Die Lok ist betriebsfähig und trägt im deutschen Fahrzeugeinstellungsregister die Nummer 98 80 3434 102-0 D-KTB.

### Kraftwerk Arzberg
Für das Kraftwerk Arzberg wurde eine Lokomotive 1957 angeliefert, die bis 1983 Rangierdienste leistete. Danach kam die Lokomotive zum Deutschen Dampflokomotiv-Museum in Neuenmarkt.

### Margarine-Union
Bei der Margarine-Union in Hamburg wurden 1957 mehrere Lokomotiven für Rangieraufgaben angeschafft. Eine Lok war bis 1989 im Einsatz und kam als V2 zur Arbeitsgemeinschaft Geesthachter Eisenbahn.

### Deutsche Erdoel AG
An DEA wurde 1957 eine Lokomotive geliefert und im Ölbahnhof Hankensbüttel eingesetzt. Die Lokomotive besaß eine explosionsgeschützte Maschinenanlage. 1962 erwarben die Osthannoverschen Eisenbahnen die Lokomotive, die die Bezeichnung Köf 0606 erhielt. 1998 wurde sie an die Dampflokfreunde Salzwedel abgegeben.

### Schiess AG
Bei der Schiess AG in Düsseldorf wurde eine Lokomotive seit 1958 verwendet. Sie war bis in die 2010er Jahre im Einsatz und befindet sich im Rheinischen Industriebahn-Museum.

### Hüttenwerke Siegerland
Die Hüttenwerke Siegerland verwendete ab 1958 eine Lokomotive, die nach wechselnden Eigentümern 2008 zur MaLoWa in Klostermansfeld kam.